# Union nationale des auteurs et compositeurs
 (décembre 2017).
Si vous disposez d'ouvrages ou d'articles de référence ou si vous connaissez des sites web de qualité traitant du thème abordé ici, merci de compléter l'article en donnant les références utiles à sa vérifiabilité et en les liant à la section « Notes et références ».
L' Union nationale des auteurs et compositeurs (UNAC), souvent typographiée Union Nationale des Auteurs et Compositeurs, est une association française loi de 1901 fondée en 1959 par Hector Rawson, pour la défense et la protection des droits des auteurs et des compositeurs.
Avec à sa tête un président, quatre vice-présidents nationaux et trois vice-présidents régionaux (Île-de-France, Centre-Val de Loire et Occitanie), l’UNAC est dirigée par un conseil d'administration de 18 membres élus par une assemblée générale pour une durée de 3 ans, renouvelable par tiers tous les ans. Elle compte parmi ses présidents d'honneur : Pierre Calmont, Darius Milhaud, Paul Durand, René Denoncin, Jean-Pierre Lang, et Dominique Pankratoff.

## Actions

### Affiliations
Au niveau européen, l'UNAC est membre de l’ECSA (European Composers and Songwriters Alliance) au sein du comité APCOE (Alliance of Popular Composer Organisations in Europe); en France elle est également membre de la Coalition française pour la diversité culturelle.[réf. nécessaire]

### Représentations
L’UNAC est représentée dans les organismes suivants: AFDAS, AGESSA, CSPLA, FCM, La culture avec la copie privée, Observatoire de la musique, SEAM, SDRM, Tous pour la musique, Victoires de la Musique.[réf. nécessaire]

### Auditions
- Quotas de chansons francophones à la radio (loi du 1er février 1994)[4].
- Rapport Hadas-Lebel sur le droit d’auteur des salariés.
- Rapport Catherine Clément concernant l’offre culturelle à France Télévision[5].
- Charte d’engagements pour le développement de l’offre légale de musique en ligne[6].
- Rapports Indicateur de la diversité musicale dans le paysage radiophonique.
- Rapport Véronique Cayla Relation entre télédiffuseurs et filière musicale.
- Livret Le droit d’auteur face à Internet (CSDEM-SNAC-UNAC)[7].
- Rapport Denis Olivennes Le développement et la protection des œuvres culturelles sur les nouveaux réseaux[8].
- Rapport Création musicale et diversité à l’ère numérique.
- Rapport Comité de Préfiguration du Centre National de la Musique[9].
- Rapport Pierre Lescure Contribution aux politiques culturelles à l’ère numérique[10].
- Rapport Kancel-Maréchal Le contrat d’édition dans le secteur musical[11].

## Grands Prix de l'UNAC
En 1974, René Denoncin et Paul Durand créaient le Prix de l’UNAC afin de célébrer la chanson de l’année, choisie par le conseil d’administration.
En 2002, tous les lauréats des années précédentes furent invités à participer aux votes, récompensant désormais trois chansons et un créateur pour l’ensemble de sa carrière. Puis en 2008, un prix de l'autoproduction fut créé, en partenariat avec la commission de l’aide à l’autoproduction phonographique de la SACEM.